# Ancathia
Ancathia , monotipski rod glavočika iz Kavkaza, zapadnog i istočnog Sibira, Srednje Azije, Mongolije i zapadne Kine (Xinjiang).
Jedina vrsta je A. igniaria, to je zeljasta biljka koja doseže 15 - 20 cm visine, rizomatozna. Čvrst, razgranat rizom.

## Sinonimi
- Cnicus Sect.Ancathia (DC.) Benth.